# Phil Taylor
Pour les articles homonymes, voir Taylor.
Philip Henry Taylor (né le 18 septembre 1917 à Bristol, et mort le 1er décembre 2012) est un footballeur anglais qui a joué et fut manager pour le Liverpool Football Club.